# Ahmed Paidayesh
Ahmed Paidayesh (in persiano احمد پيدايش‎; Teheran, 4 novembre 1947) è un pallanuotista iraniano, che ha partecipato alle Olimpiadi di Montréal 1976.
Oltre al torneo olimpico del 1976, ha gareggiato ai Giochi asiatici del 1974, vincendo una medaglia d'oro.